# Rio Bahna (Moldova)
O Rio Bahna é um rio da Romênia afluente do rio Moldova, localizado no distrito de Iaşi.